# Balogh Gábor (öttusázó)
Balogh Gábor (Budapest, 1976. augusztus 5. –) kétszeres világbajnok magyar öttusázó.

## Pályafutása
Pályafutását a MAFC-ban kezdte, majd a Honvédba igazolt. Balogh utánpótlássikereket (1996, ifjúsági világbajnok) követően az 1990-es évek végén tört be a nemzetközi felnőtt élmezőnybe. A felnőttek közötti első nagy sikerét az 1999-es budapesti világbajnokságon érte el: egyéniben, csapatban és váltóban is aranyérmet szerzett. Ugyanebben az évben őt választották az év magyar férfisportolójának. A 2000-es pesaroi világbajnokságon és a sydney-i olimpián ezüstérmesként fejezte be versenyeket. 2001-ben, Millfieldben szoros küzdelemben Horváth Viktort megelőzve visszaszerezte világbajnoki címét, majd ismét az év sportolójává választották. A sikereket követően formája hanyatlani kezdett, fokozatosan kiszorult a világ élmezőnyéből. A 2004-es athéni olimpiai játékokon nyolcadik helyezést ért el. A 2006-os budakalászi Európa-bajnokságon még aranyérmet szerzett, de a pekingi olimpián már csak a 26. helyen végzett. Az olimpia utáni csalódottságában kijelentette, hogy kiégettnek érzi magát, ezért visszavonul az élsporttól, majd visszakozott. Alig fél évvel később elköszönt a sportbarátoktól és bejelentette visszavonulását.

## Sportvezetőként
2010-ben miniszterelnök sportügyekért felelős tanácsadója, 2012-ben a Magyar Diáksport Szövetség elnöke lett. 2016 decemberében a Nemzeti Diák-hallgatói és Szabadidősport Szövetség elnökének választották. 2023 decemberétől a Magyar Öttusa Szövetség elnöke.

## Díjai
- A Magyar Köztársasági Érdemrend lovagkeresztje (2000)